# Jubii

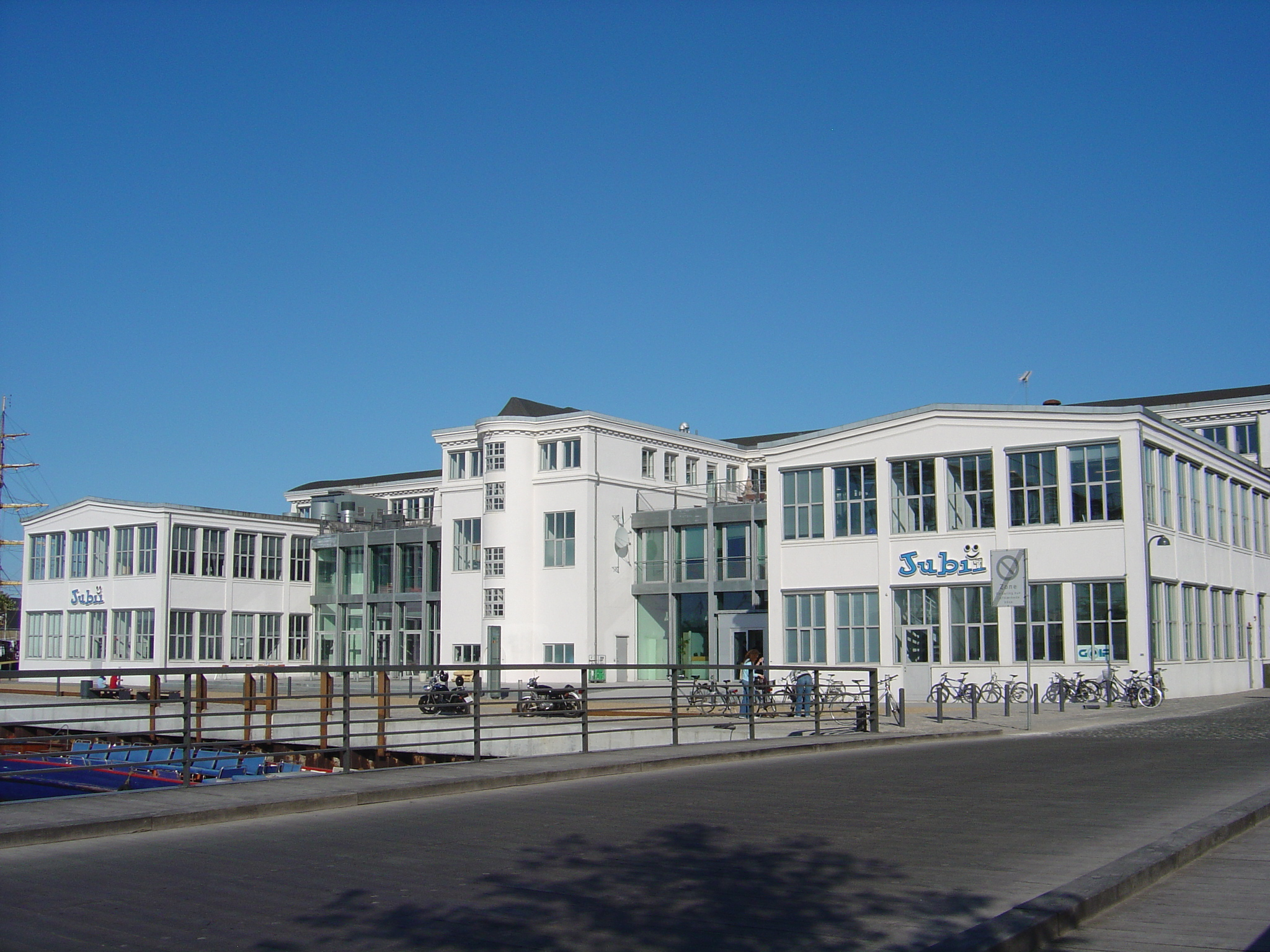
Huvudkontor

Jubii är en dansk webbportal som lanserades 1995. I slutet av 90-talet köptes portalen av svenska Spray och året därpå blev det en del av Lycos Europe, efter dess uppköp av Spray. Idag tillhandahåller de tjänster som chatt, nätdejtning, gratis e-post och bloggverktyg.